# Boraure
Boraure es la capital del Municipio La Trinidad, en la Región Centroccidental en el Estado Yaracuy, Venezuela. Tiene una extensión de 62 km² y para el año 2015 se estimó una población de 20 607 habitantes con base al censo realizado en 2011.
Se ubica al centro del estado, entre los 10°11’47” y 10°17’19” de latitud norte y los 68°40’12” y 68°48’07” de longitud oeste.
Vale destacar que, en virtud de la División Político-Territorial del Estado Yaracuy, establecida en la Gaceta Oficial del Estado Yaracuy, año LXXXV, mes II, del 5 de noviembre de 1993, esta ciudad se convirtió en la capital del Municipio Autónomo La Trinidad, ya que, con anterioridad a esta fecha, su condición geopolítica estuvo ligada al Municipio Sucre.

## Toponimia
Existen varios estudios etimológicos en relación con el vocablo Boraure, cuyas hipótesis coinciden todas en que proviene de la lengua Arawaca. Una de las más difundidas es que parece estar asociada a la denominación geográfica “los que viven cerca de las boras”, nombre de la planta hidrófila Bora (Eichornia crassipes) que prolifera en los esteros en épocas de lluvia.

## Símbolos

### Bandera
Diseño: Imaru Bolivar
Descripción: 
Las franjas azul cielo y verde simbolizan la unión del cielo y la tierra; El sol simbolizan la luz y el alimento que se produce de la agricultura, los rayos del sol que lo adornan simbolizan el progreso. En el círculo hay una flor que representa la riqueza del municipio y nos recuerda la historia indígena en el camino de la trilla. El asa sobre la vasija que tiene forma de casquillo representa al coleo recordándonos la célebre frase "Coleadores de Boraure, los mejores de mi tierra". Dos manos que bordean la vasija es la simbología del poblado que la hacen suya, además que representa la unión y la generosidad. El palín y el rastrillo simbolizan la agricultura y la herramienta de trabajo usada por su gente laboriosa.
El color azul cielo, nos representa la fe, cultura, educación, y deporte. El verde refleja la esperanza, la prosperidad y su aire puro. La flor representa el amor de su gente por esta tierra, por el gentilicio, tradiciones, manifestaciones culturales y la agricultura. Las líneas horizontales simbolizan la claridad y honestidad de sus pobladores, mientras que las verticales simbolizan el progreso. 

### Escudo
Diseño: Escultor y restaurador Víctor Manuel Colmenarez
Descripción:
Está formado por tres cuarteles, en los cuales se representa gráficamente el potencial con el que cuenta el Municipio La Trinidad. 
En el cuartel a la izquierda del espectador, se acercan los surcos hechos por un arado y un tractor símbolo de nuestra agricultura, además lomas con su verdor característico, al igual que un amanecer que simboliza el optimismo, y en el cual prevalecen los colores verde, amarillo y azul. En el cuartel que se ubica a la derecha se aprecia un paisaje en el que aparece de manifiesto el río Yaracuy. También se observa un hermoso cielo azul, al fondo se puede ver una especie de mosaico de sembradíos y una alfombra de verdor que hace antesala a una escena típica de coleo en la que aparece un hombre, caballo y toro. El tercer cuartel, el cual se ubica en la parte inferior del escudo, se observa un escudo de la abundancia, conteniendo gran variedad de frutas como aguacates, mangos, naranjas, cambures, ciruelas, entre otros, que representa los rubros que se producen en la zona. 
A los lados se observan dos plantas, una de maíz y otra de caña, que simbolizan los rubros agrícolas de mayor producción en la región, unidos entre sí por un lazo azul que representa la unión y que tiene inscrita la fecha de fundación del municipio. En la porción superior se aprecian once estrellas doradas que son la representación de las principales comunidades que conforman el municipio, Palito Blanco, Buena Vista, Obonte, Agua Blanca, Guaratibana, Durute, Galban, Las Casitas, La Paula y Boraure. Más abajo se observa una paloma con una rama de olivo, símbolo de nuestra fe. Luego observamos una rueda de engranaje que simboliza el progreso y el trabajo; Además se aprecia un bolígrafo o lapicero como emblema de sabiduría, educación y cultura que persigue día a día el trinidense.

### Himno
Autores:
Letra: Prof. Jóse López Noguera
Música: Adilcia Alvarado Suárez

CORO
¡Oh! Glorioso pueblo boraureño
Fiel devoto de la "Trinidad"
Con tus brazos abiertos al viento
Fomentando grandeza y lealtad. 
Con tus brazos abiertos... (Bis)
I
¡Cuan inmenso legado el erial
Los hermanos Cambero cedieron!
Como ofrendas y gracias
Sus tierras me dieron; 
Mi terruño, mi espacio vital
Y revientan los poros del suelo
Las espigas de miel y de pan. 
II
Cristalinas las aguas del río,
Mis ancestros guayones bebieron
Y en sus fértiles tierras 
La bora su sustento
Que a Boraure su nombre le da,
Tierra noble, grande y generosa
Que cabalga en el hombre al colear. 
III
El hermoso portal Boraureño,
Con sus huestes de recio volar,
Es la mano tendida
Un brazo fraterno,
De mi pueblo en gesto cordial;
Los laureles que vuelven del sueño
Sembrarán el progreso y la paz. 

Datos obtenidos de las memorias de presentación de los símbolos de nuestro Municipio.